# Mansión de Bornsminde
La Mansión de Bornsminde (en alemán: Herrenhaus Bornsmünde) es una casa señorial localizada en la parroquia de Rundāle, municipio de Rundāle en la región histórica de Zemgale, en Letonia.

## Historia
El primer propietario de la mansión fue Josef von Heiden, que fue reemplazado en 1462 por el Maestre de la Orden de Livonia Johann von Mengede. Desde el siglo XV hasta el fin de la década de 1920, la mansión estuvo en posesión de la familia noble von Šeping, y entre 1499 y 1868 fue heredada directamente de padre a hijo. En torno a 1763, fue construida la nueva mansión en su actual situación, un edificio de ladrillo de una planta en estilo barroco. Entre 1805 y 1806, fue reconstruida en estilo clásico tardío por el arquitecto Pietro Ponchini y pasó a ser un edificio de dos plantas. Graneros para sirvientes fueron construidos en ambos lados del patio de armas, y más allá de los graneros, los establos. En la década de 1880 la mansión fue reconstruida de nuevo para darle una apariencia moderna neogótica con la adición de una torre. Fue reconstruida de nuevo en 1962 cuando el edificio obtuvo su apariencia actual, perdiendo la decoración de la fachada y elementos de acabado interior del pasado. En las décadas de 1950 y 1960, el edificio albergó los dormitorios de la Escuela Técnica de Agricultura Nacional. Entre 1967 y 1992 albergó un hospital de tuberculosos. En julio de 1993, la Mansión de Bornsminde se convirtió en propiedad del Municipio de Rundale, y fue privatizada en 2000.